# Dohren (Nordheide)
Dohren is een gemeente in de Duitse deelstaat Nedersaksen. De gemeente maakt deel uit van de Samtgemeinde Tostedt in het Landkreis Harburg. Dohren telt 1.247 inwoners. Tot de gemeente behoort het dorp Dohren en het ten noorden ervan gelegen gehucht Gehege.

## Geografie, infrastructuur
Dohren ligt 2½ kilometer ten noorden van Tostedt, het hoofddorp van de Samtgemeinde. Hier is ook het dichtstbij gelegen station, vanwaar men o.a. station Hamburg-Harburg kan bereiken. Dohren ligt aan een weg, die de Bundesstraße 75 midden in Tostedt verbindt met de Autobahn A1 (afrit 45 bij Hollenstedt, 6½ km ten noorden van Dohren).

## Geschiedenis, economie
Dohren is van oudsher een weinig belangrijk boerendorpje ten westen van de Lüneburger Heide. De boeren hadden hun percelen omheind door middel van hagen met doornstruiken. Dit verklaart de plaatsnaam. Na de Tweede Wereldoorlog kwam het toerisme op, en met name in het begin van de 21e eeuw groeide Dohren, hoofdzakelijk door instroom van woonforensen met een baan in Hamburg en omgeving. Dohren is vooral een forensen- en toeristendorp; de landbouw is in belang afgenomen.

## Afbeeldingen

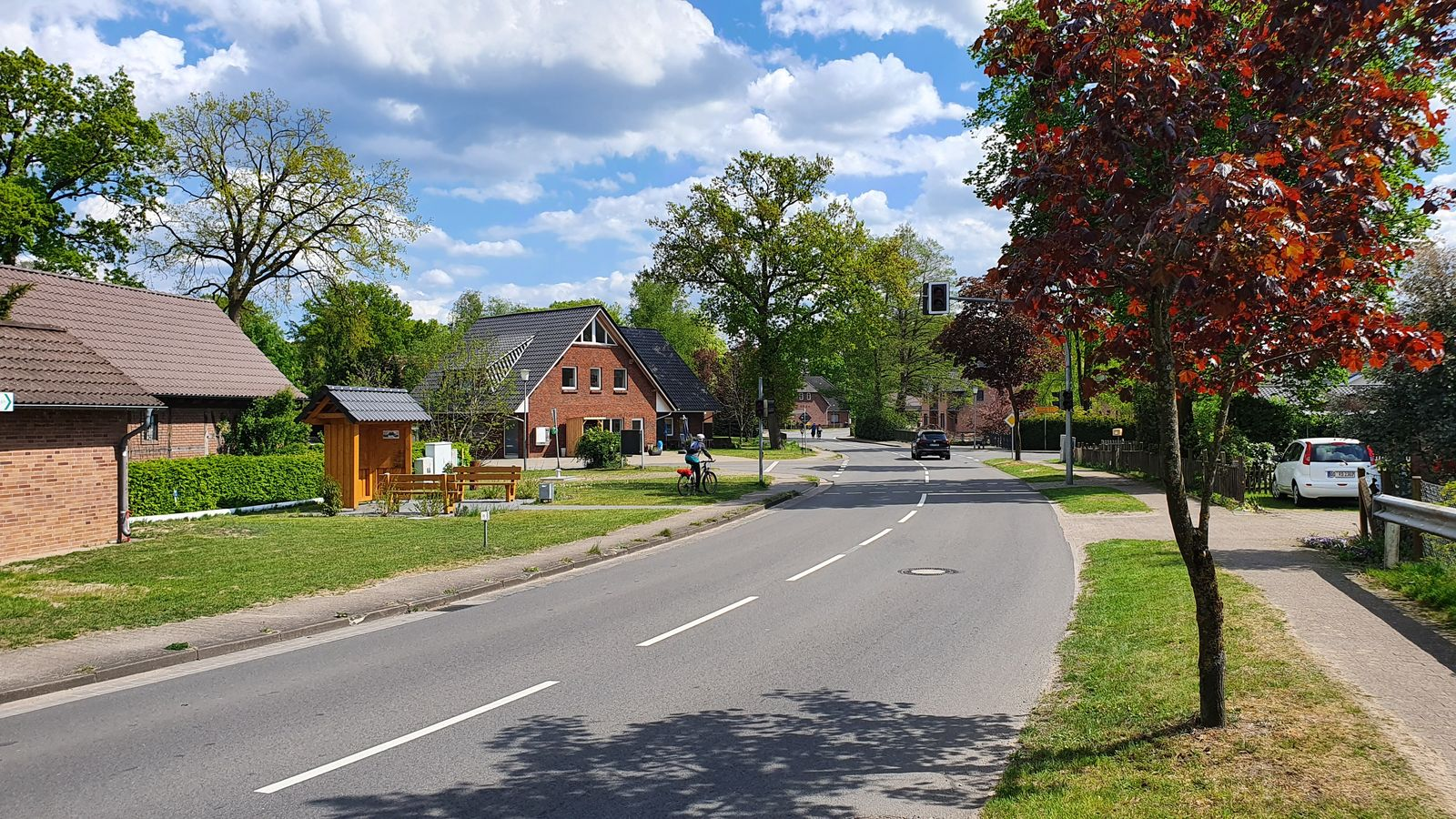
Dorpsgezicht
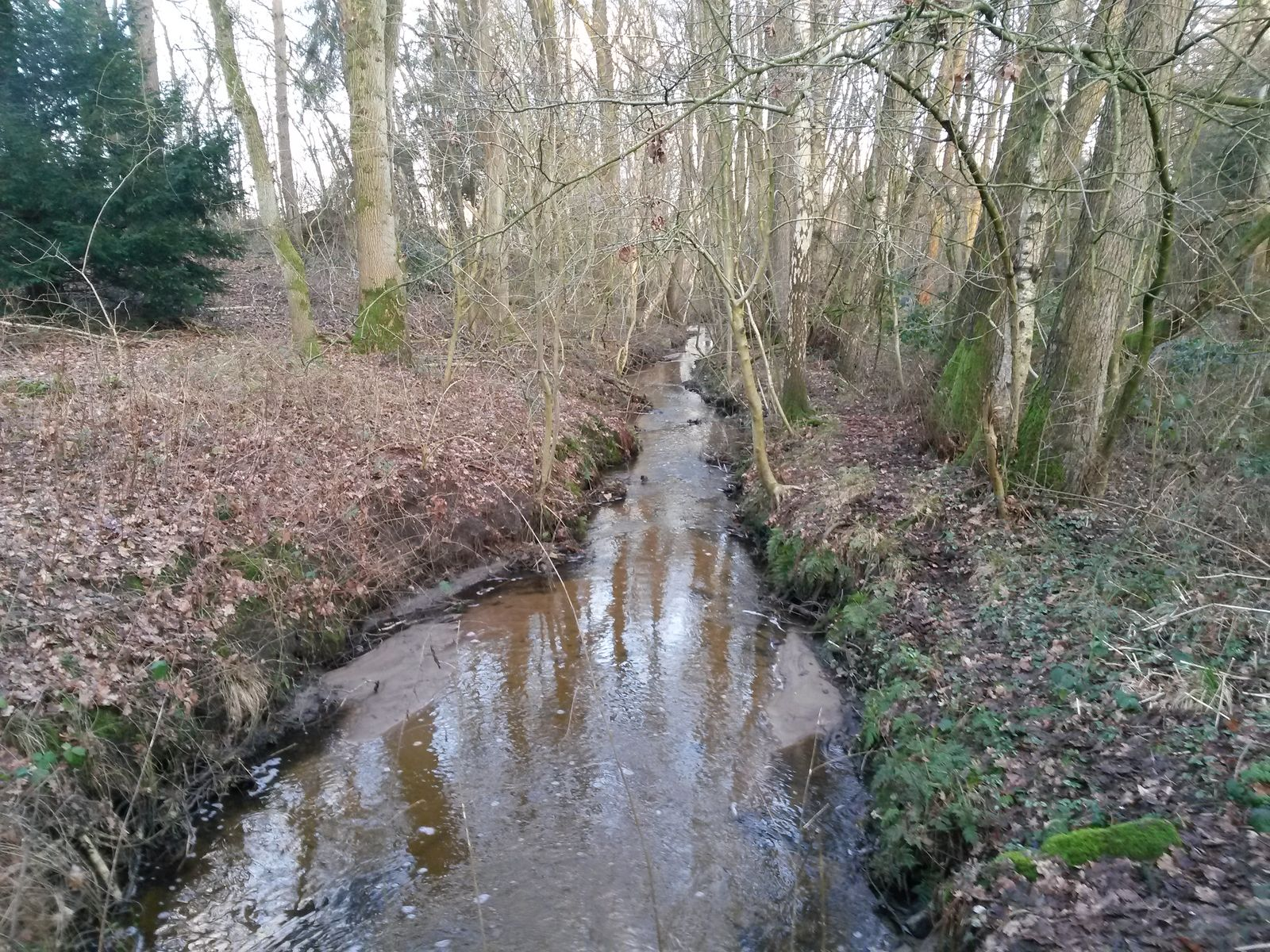
Dohrener Mühlenbach (molenbeek)

- Gemeinsame Normdatei: 4235319-1
- Virtual International Authority File: 22145376449483720859

Appel · 
Asendorf · 
Bendestorf · 
Brackel · 
Buchholz in der Nordheide · 
Dohren · 
Drage · 
Drestedt · 
Egestorf · 
Eyendorf · 
Garlstorf · 
Garstedt · 
Gödenstorf · 
Halvesbostel · 
Handeloh · 
Hanstedt · 
Harmstorf · 
Heidenau · 
Hollenstedt · 
Jesteburg · 
Kakenstorf · 
Königsmoor · 
Marschacht · 
Marxen · 
Moisburg · 
Neu Wulmstorf · 
Otter · 
Regesbostel · 
Rosengarten · 
Salzhausen · 
Seevetal · 
Stelle · 
Tespe · 
Toppenstedt · 
Tostedt · 
Undeloh · 
Vierhöfen · 
Welle · 
Wenzendorf · 
Winsen (Luhe) · 
Wistedt · 
Wulfsen